# Медеу (гребля)
Селезахисна гребля «Меде́у» — гравітаційна гребля, гідротехнічна споруда інженерного захисту Алмати від селевих потоків, розташована в урочищі Медеу, в 15 км на південь від міста у долині річки Кіші Алмати (Мала Алматинка) на висоті 1750 м над рівнем моря. Перша в світі гребля, створена шляхом спрямованих вибухів. Пам'ятка архітектури та інженерно-технічного мистецтва.

## Проект

### Автори проекту
Проект гравітаційної греблі розроблений Казахською філією інституту «Гідропроект». Автори проекту — Г. Шаповалов і Ю. Зіневич. Консультанти — академіки М. О. Лаврентьєв, М. О. Садовський, М. В. Мельников та Л. І. Сєдов.

### Гідротехнічні і містобудівні характеристики
Селезахисна гребля розташована на висоті 1750 метрів над рівнем моря. Висота греблі — 144 метри, довжина вздовж гребеня — 530 м, ширина в основі — 800 м. Борти греблі в примиканнях складені палеозойськими середньозернистими і крупнозернистими тріщинуватими гранітами. Фундамент — селеві відкладення потужністю до 60 метрів. Максимальна розрахункова витрата води в створі греблі — 30 метрів кубічних на секунду.
Комплекс гідротехнічних споруда включає кам'яно-накидну греблю, водоскидні тунелі, правобережний і русловий водоприймачі для скидання побутових відходів, основний лівобережний водоприймач для скидання водної складової селевих потоків на будь-який позначці заповнення селесховища.
Архітектурний ансамбль греблі включає сходи з майданчиками для відпочинку, облицьовані гранітними плитами. На горизонтальних бермах і гребені греблі встановлено навіси, по обидва боки греблі облаштований декоративно-захисний залізобетонний парапет і встановлені світильники.

## Історія будівництва греблі

### Передумови створення
Через природно-кліматичні особливості розташування в передгір'ї Заілійського Алатау, Алмати страждала від катастрофічних селів. Однією з найбільш ранніх геологічних катастроф, яка відбулася в даній місцевості, зазначених у літературі, є сель 1760 року. У 1920-х роках, при проведенні археологічних розкопок на північ від річки Талгар, професор археології В. Д. Городецький, в 43-метровому селевому останці виявив зруйновані стародавні споруди, біля стін яких були знайдені людські останки без ознак поховання. В історії міста відомі нищівні селі 28 травня (9 червня) 1887 і 22 грудня 1910 (4 січня 1911). 8 липня 1921 потужна злива, що накрила всю альпійську зону гір, викликала сходження селю руслами бічних приток Кіші Алмати — по Чимбулаку, Сарисаю, Куйгенсаю (Горельнику), Жарбулаку (Козачці). Витрата потоку тоді сягала 1000—1500 м³/сек, а загальний обсяг селевого виносу склав близько 3,5 мільйонів кубометрів брудокам'яної маси. В Алмати й околицях загинуло понад 500 людей. В місті було зруйновано або сильно пошкоджено понад 150 будинків і до 300 господарських та промислових споруд. В 1937 році експедиції Академії комунального господарства РРФСР імені К. Д. Памфілова було доручено дослідити сель 1921 року і скласти проект захисту Алмати від селевих потоків.
Перший проект селезхисту тодішньої столиці Казахстану був складений у 1934—1935 роках експедицією Всесоюзного лісомеліоративного інституту, але будівництво селезахисної греблі в урочищі Медеу почалося лише у 1964 році: 7 липня 1963 сталася ісикська катастрофа — сель знищив до півтори сотні алмаатинців, що відпочивали на березі озера Ісик в недільний день. Це був останній дзвінок, який змусив керівництво Казахстану ухвалити рішення про будівництво потужної селезахисної дамби.

### Будівництво
Гребля будувалася вибуховим шляхом у два етапи.
Перша черга греблі висотою 110 метрів і ємністю селесховища 6,2 млн м³ вперше у світовій практиці була створена за допомогою спрямованих вибухів у жовтні 1966 року. Автором проекту підривних робіт був старший інженер «Союзвзривпрому» О. Кобзев, начальником вибуху — керуючий трестом «Казахвзривпром» І. Іттер. Вибух був здійснений 21 жовтня 1966 року. 5 600 тонн вибухівки перемістили 1 700 000 кубометрів скельної породи.
Друга черга робіт проводилася у 1967 році. 14 квітня 1967 року в цьому місці здійснено повторний вибух потужністю 3 500 тонн. Другий вибух виявився невдалим. В результаті половину робіт довелося вести механічним способом, методом народного будівництва, із залученням головним чином військового резерву.
Кам'яно-накидна гребля висотою 107 метрів і обсягом селесховища 6,2 млн кубічних метрів була здана в експлуатацію у 1972 році. Однак огріхи в селезахисних діях спровокували катастрофічну селеву лаву, яка пішла на місто 15 липня 1973 року. Селезахисна гребля Медеу прийняла на себе головний удар селя: брудокам'яний потік обсягом до 5,3 млн кубометрів відрізав дорогу, що будувалася, техніку, електропостачання, і протягом трьох годин намагався прорвати дамбу. Гребля була значно пошкоджена але вистояла, проте в селесховищі утворилося брйдокам'яне море, не залишилося вільного об'єму для затримання нових катастрофічних селів. Мальовнича гірська ущелина перетворилася в пустельний каньйон. Сель зруйнував житлові корпуси турбази «Горельник», призвів до великих людських жертв. Після проходження потоку, внаслідок сильної деформації і нестійкості схилів долини, різко підвищилася селенебезпечність Кіші Алмати.
Остаточно, відновлена після катастрофи 1973 року, гребля була здана в експлуатацію у 1980 році. Висота греблі складає 144 метри, обсяг селесховища — 12,6 млн кубометрів. За підрахунками, гребля Медеу зможе витримати потік брудокам'яної маси, що втричі перевищує обсяг селю 1973 року.